# Districtul Zlaté Moravce

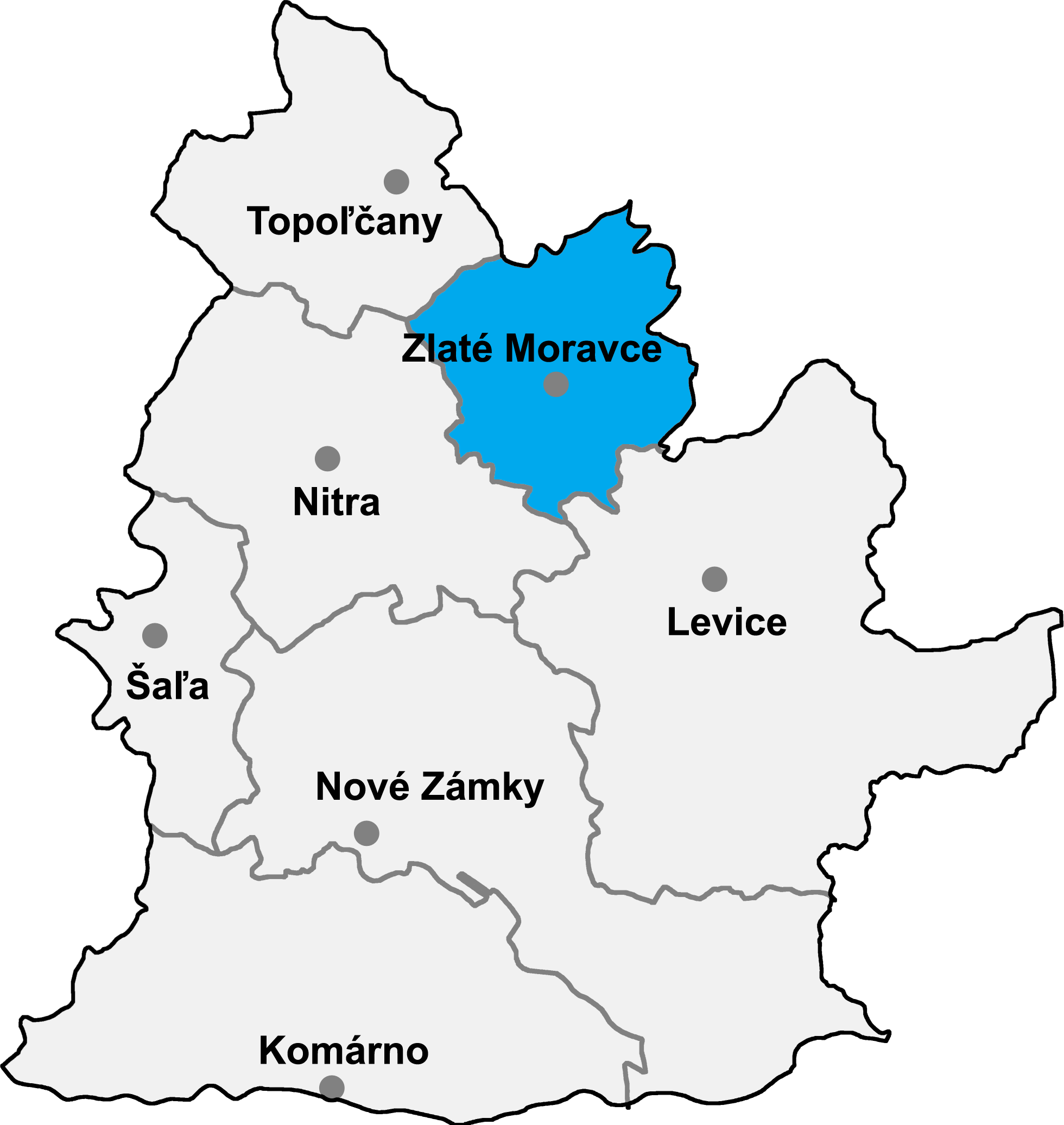
Districtul Zlaté Moravce

Districtul Zlaté Moravce (okres Zlaté Moravce) este un district în Slovacia vestică, în Regiunea Nitra. 

## Demografie
| An:                | 1994   | 2004   | 2014   | 2024   |
| ------------------ | ------ | ------ | ------ | ------ |
| Număr de persoane: | 43.913 | 43.109 | 41.127 | 40.722 |
| Diferență:         |        | −1,83% | −4,59% | −0,98% |

| An:                | 2023   | 2024   |
| ------------------ | ------ | ------ |
| Număr de persoane: | 40.765 | 40.722 |
| Diferență:         |        | −0,10% |

## Comune
- Beladice
- Čaradice
- Červený Hrádok
- Čierne Kľačany
- Hostie
- Hosťovce
- Choča
- Jedľové Kostoľany
- Kostoľany pod Tribečom
- Ladice
- Lovce
- Machulince
- Malé Vozokany
- Mankovce
- Martin nad Žitavou
- Nemčiňany
- Neverice
- Nevidzany
- Obyce
- Skýcov
- Slepčany
- Sľažany
- Tekovské Nemce
- Tesárske Mlyňany
- Topoľčianky
- Velčice
- Veľké Vozokany
- Vieska nad Žitavou
- Volkovce
- Zlaté Moravce
- Zlatno
- Žikava
- Žitavany